# Väinö F. Lindén
Väinö F. Lindén, finski general, * 10. februar 1889, † 19. avgust 1987.